# عثمان بشرى

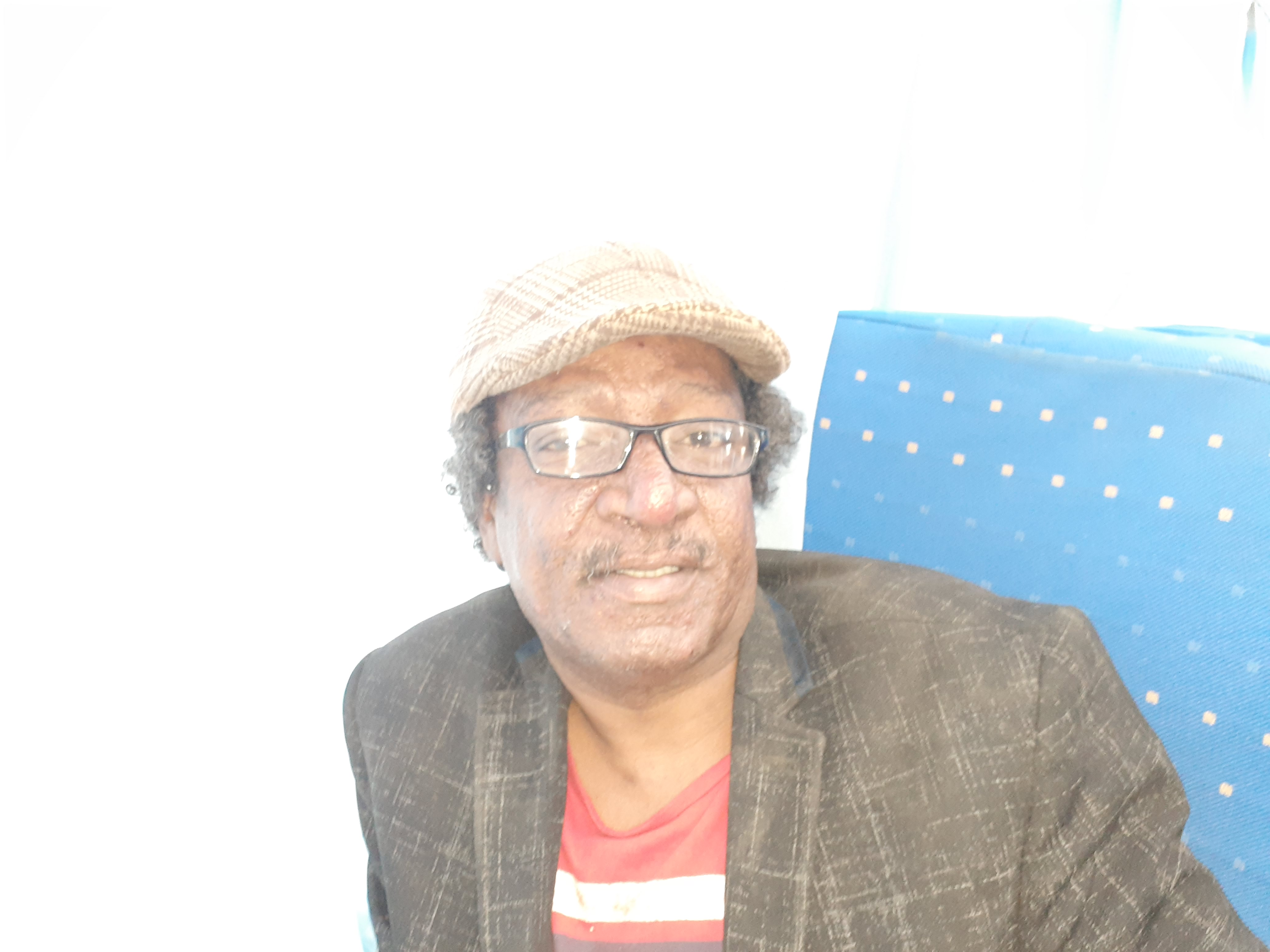
عثمان بشرى شاعر سوداني

عثمان بشرى هو شاعر سوداني - واحد من أهم شعراء السودان، يعتبر أفضل من وظف المفردة العامية السودانية مع العربية الفصحي في رسائله الشعرية اسوة بـعاطف خيري وآخرين ولقب بالكائن الخلوي نسبة لديوان شعره الأول (الكائن الخلوي). وكان هناك مبدعين ونقاد مصريين من أمثال حلمي سالم، شعبان يوسف، فاطمة ناعوت، يوسف القعيد، مصطفى سالم، عصام صقر، وغيرهم أشاروا لنصوص الكائن الخلوي باعتبارها تستحق الوقوف عندها، تكنيك جديد يخص وادي النيل، كعمق إبداعي نابع من صميم شعب الوادي على حد تعبيرهم في ذلك الزمن.

## الميلاد والنشأة
من مواليد النيل الأبيض، الجزيرة أبا، في الرابع من يوليو في العام 1969م. في أسرة موفورة الوعي بالعلم والادب، تنتمي لأشراف الجزيرة أبا، يتوسط زيل قائمة اخوته، فالشقيق الأكبر (عدل بشري) صاحب انشودة (لوركا الرب والإيقاع) الشاعر المرهف، طبع في خلد الشاعر عثمان في بواكيره العمق والجمال رهافة الحس. مترك الباب مشرعاً لإخوت الاصغر سنا باب الشعر والكلمة فالصادق بشري المعلم الجميل الرزين الحرف، وخالد الاعلامي باذاعة النيل الابيض وتلفزونة.. معاً حصاد إلهام الشاعر عثمان بشري.
درس الابتدائية والمتوسطة بالجزيرة أبا والثانوية في مدرسة كوستي القوز (قلعة الابداع).

## حياته
بشرى يعيش حياته دائما كما شعره، تشوب حياته بعضا من الغرابة ومغايرة للسائد، فقلم يلق بالاً لما يقول عنه المجتمع، أو يكترث لاشتراطاته وسياجه وسقوفاته وخطوطه الحمراء، وصفوه بالجنون خاصة بعد حادثة سقوطه الشهير بالقاهرة من الطابق السابع، فيوضح بقوله: كنت مرهق، أردت أن أسقط في السرير فسقطت في الهاوية. وقالوا عنه أيضا انه منفلت في حياته ولا مبالي مدمناً للخمر، يكتفي بتناول القليل من الطعام، لا يميل لحياة الترف، بسيط في مظهره، يرتدى ملابس متواضعة، أكثر ما يحب هو ان يكون بين الفقراء، فيعيش مثلما يعيشون الحياة.

## بداياته
ذاع صيت الكائن الخلوي عثمان بشرى في أواخر الثمانينات وأوائل التسعينات من قبيل قصيدته «تومة امرأة الغيم» والتي تغنت بها فرقة «ساورا» الغنائية في منتصف التسعينات أصدر أول مجموعة له «الكائن الخلوي» بالقاهرة في العام 1994م، كما ولدت قصيدة «السقوط» في العام 1988م، ويمكننا القول انه برز كشاعر في العام 1989م. وهو امتداد لجيل يحيى فضل الله، قاسم أبو زيد، سعد الدين إبراهيم الذين كتبوا النص الغنائي المغاير، وسرعان ماتمرد بشرى على شعر الأغنية «القصيدة» للشعر واصبح النص الشعري غير تقليدي. في العام 1991 انتشرت الرؤى المغايرة في شعر البشرى، ويرجع الفضل لجامعة القاهرة «فرع الخرطوم» الثقافي، حيث كان هناك شعراء يحيون النشاط الثقافي الأسبوعي للجامعة فيستمع إليهم الآلاف من الحضور في هذه المنابر وكانت هناك تسجيلات لهذه القراءات الشعرية بجانب إقامة ندوات في الأقاليم. على الرغم من الحرب الذي كان يواجهه البشرى ومن معه في ذلك الوقت، انتشر ذلك النوع من الشعر انتشاراً كبيراً، ووسط تجاهل تام من وسائل الإعلام، وبرزت أسماء عدة في ذلك الحين، وكانوا يتسائلون عن اتجاهاتهم السياسية، ووسائل كسب عيشهم، وعناوين سكنهم، إلى ان تم إقصاء بشرى من كافة المنابر بعد كتابته لمجموعة الحوارات الثلاث.

## أبرز أعماله
بروح صوفية قلقة، معذبة تتوق إلى الخلاص، ولا تناله بسهولة، يحاور عثمان بشرى الكون كله، من خلال نصوصه الشعرية’ التي تنضح بالأسئلة الوجودية العصية، فالشعر، كما كان دائماً هو سؤال الوجود والمصير.
وتعد مجموعته «الحوارات الثلاث» أبرز أعماله وهم: (حوار الله _ حوار التيه _ وحوار الطين) فتعرض للمضايقة والملاحقة والتكفير، «وحوار الله» حسب تعريف بشرى له هو ضرب من ضروب التوحيد بطريقة ما لم تنفذ إليه القراءة المتعجلة للنص، وهو حوار عرفاني الطابع، يتعامل بشفافية مع الذات الإلهية وبجرأة تتناول العلاقة بين الإنسان وخالقه، بينما يعتبر «حوار التيه» وصف للعهد الغيهب في السودان، كحوار بين المثقف السوداني وسلطة القمع القائمة في ذلك الوقت، ومن ثم جاء «حوار الطين» ويتحدث عن الإنسان السوداني ما قبل الإنقاذ، وكانت المزاوجة ما بين الفصحى والعامية هي السمة المميزة لتلك الحوارات.، وكذلك من أعماله «رؤية البرزخ: مكاشفة الذات حين مواجهة الموت»، وكذلك من أعماله البارزة نص«ذاكرة الماء والاشتعالات والطبول»، ونص«راحيل» وغيرها من النصوص.